# Cartago (Colombia)
Cartago is een stad en gemeente in het Colombiaanse departement Valle del Cauca. De gemeente telt 121.741 inwoners (2005). De La Vieja stroomt door de gemeente. 
Cartago werd op 9 augustus 1540 gesticht door Jorge Robledo.
De stad staat bekend om haar fijn borduurwerk. In de vlakte rond de stad wordt suikerriet geteeld en op de omringende heuvels koffiebonen.

## Religie
De Catedral de Nuestra Señora del Carmen in de stad is de zetel van het rooms-katholiek bisdom Cartago. 

## Geboren in Cartago
- Pedro Rubiano Sáenz (1932-2024), kardinaal

- Library of Congress Control Number: n81102907
- Nationale Bibliotheek van Israël: 987007555186805171
- Virtual International Authority File: 148935489

Alcalá · Andalucía · Ansermanuevo · Argelia · Bolívar · Buenaventura · Bugalagrande · Caicedonia · Cali · Calima · Candelaria · Cartago · Dagua · El Águila · El Cairo · El Cerrito · El Dovio · Florida · Ginebra · Guacarí · Guadalajara de Buga · Jamundí · La Cumbre · La Unión · La Victoria · Obando · Palmira · Pradera · Restrepo · Riofrío · Roldanillo · San Pedro · Sevilla · Toro · Trujillo · Tuluá · Ulloa · Versalles · Vijes · Yotoco · Yumbo · Zarzal